# Wesley Sonck
Wesley Sonck (* 9. srpna 1978 Ninove, Východní Flandry) je bývalý belgický fotbalista. Hrál na pozici útočníka.
Hrál za Racing White Daring Molenbeek, kde v roce 1997 odehrál svůj první ligový zápas, a v letech 1998 až 2000 za Germinal Ekeren. V roce 2000 přestoupil do KRC Genk, s nímž v roce 2002 získal mistrovský titul a byl také vyhlášen belgickým fotbalistou roku. V sezónách 2001/02 a 2002/03 se stal nejlepším střelcem belgické nejvyšší soutěže. V letech 2003–2005 hrál za AFC Ajax a stal se v roce 2004 mistrem Nizozemska. V letech 2005 až 2008 působil v bundesligovém týmu Borussia Mönchengladbach. Pak se vrátil do Belgie, kde hrál za Club Brugge KV, Lierse SK a profesionální kariéru ukončil v roce 2013 jako hráč klubu Waasland-Beveren.
Za belgickou fotbalovou reprezentaci odehrál 55 zápasů a vstřelil v nich 24 branek. Byl účastníkem mistrovství světa ve fotbale 2002, kde jako střídající hráč brankou v rozhodujícím utkání základní skupiny proti Rusku přispěl k postupu svého týmu do osmifinále, v němž Belgičany vyřadila Brazílie.
V roce 2020 byl jmenován trenérem belgické fotbalové reprezentace do 19 let.